# علبة صدفية

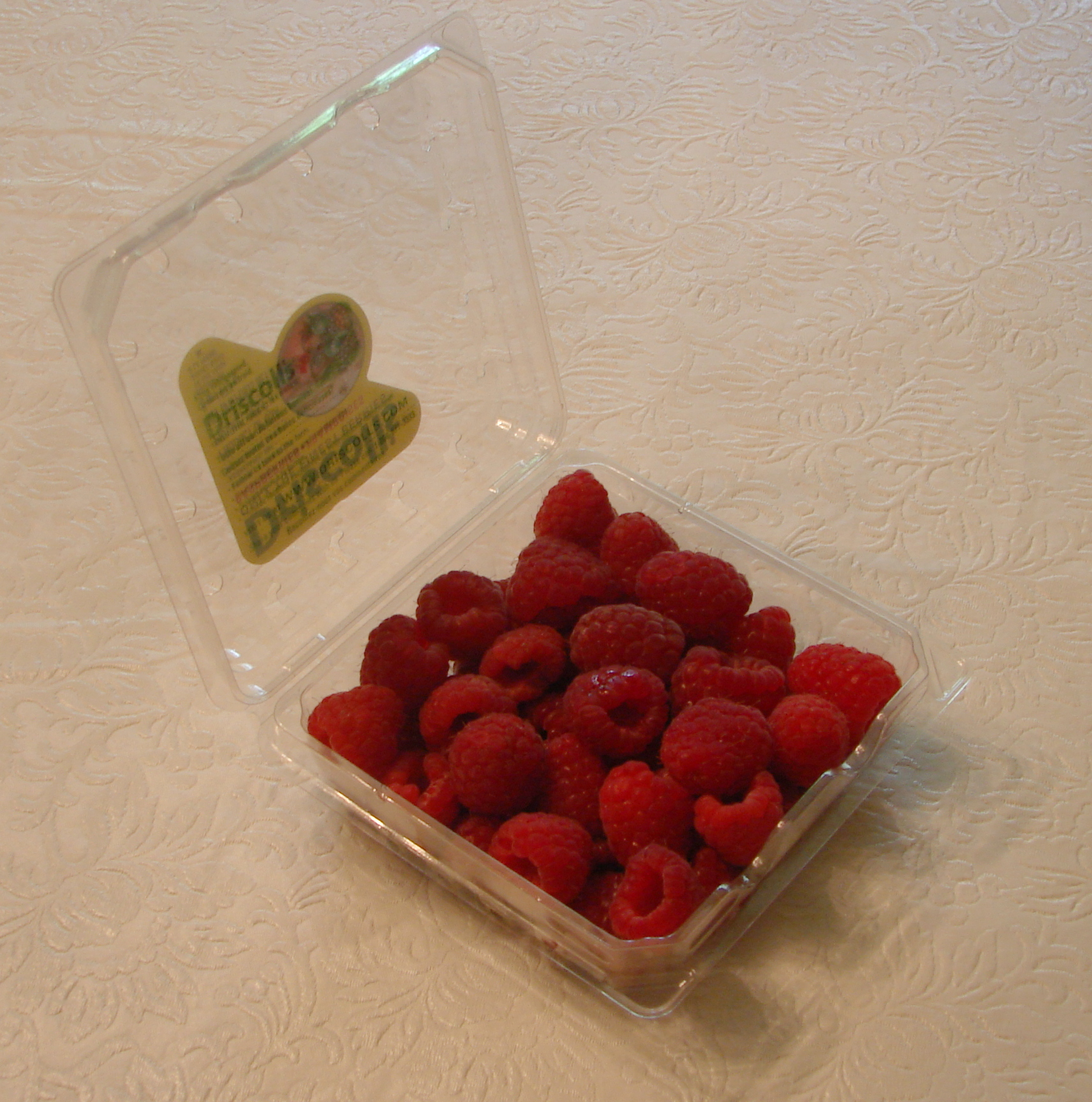
علبة صدفية، تحوي فاكهة الفرولة.

العلبة الصدفية هي علبة من قطعة واحدة مكونة من نصفين ملتصقين بمنطقة مفصلية تسمح للهيكل بالتلاقي لكي تُغلق. غالباً ما تُصنع العلبة الصدفية من مادة البلاستيك، التي تشبه البلاستيك المستخدم في صناعة الأغلفة الشفافة التي تستخدم لعرض المنتجات مثل لعب الأطفال، شرائط الأدوية. اسم العلبة الصدفية مشتق من صدفة البطلينوس، حيث تشبهها في الشكل والوظيفة.

## تركيب
تصنع العلب الصدفية من مواد بلاستيكية متعددة مثل البوليستيرين، البوليستر، كلوريد البوليفينيل، ورق الفوم، إلخ. وتتشكل المادة الخام من خلال المكبس الحراري أو القولبة بالحقن في الأشكال المطلوبة. تستخدم قطعة واحدة من المادة الخام لتشكيل الجزء العلوي والسفلي، والمفصل حيث يتم إضافته كجزء لا يتجزأ من العلبة بدلاً من إضافته بشكل منفصل.
يمكن صناعة العلبة الصدفية من الورق المقوى المستخدم في صناعة العلب الكرتون أو من عجينة الورق المصبوبة. كما يمكن صناعتها من ألياف السليلوز مثل ثقل قصب السكر، قش القمح، لب الخشب، إلخ.

## الغلق
تستخدم العلب الصدفية لأغراض الغلق والإحكام العديدة. بعضها يتم إغلاقها بألسنة قفل ذاتية، أقفال، طرف احتكاك. والبعض الآخر مادة لاصقة، شريط لاصق حساس للضغط، لصيقات، دبابيس، أو يتم إغلاقها بالحرارة.
يتم إحكام غلق العلب الصدفية البلاستيكية باستخدام الحرارة، حتى يتعذر التلاعب بها وسرقتها. من الصعب فتح نظام الأمان هذا، وقد يحتاج العملاء عادةً إلى استخدام المقصات أو السكين لفتحها. قد يكون أمراً محبطاً إلى درجة الغضب العارم.